# Séries de divisions de la Ligue américaine de baseball 2001
Les Séries de divisions de la Ligue américaine de baseball 2001 représentent le premier tour des séries éliminatoires de la Ligue majeure de baseball en 2001. 
Ce tour éliminatoire est constitué de deux séries jouées au meilleur de cinq parties par quatre clubs de la Ligue américaine de baseball, l'une des deux composantes des Ligues majeures de baseball. 
Ces deux séries sont disputées du mardi 9 octobre au lundi 15 octobre 2001. Les deux clubs qui en sortent victorieux sont l'équipe des Mariners de Seattle ayant égalé un record du baseball majeur avec 116 victoires en saison régulière, et celle des Yankees de New York en route vers une quatrième participation consécutive à la Série mondiale. Les Mariners éliminent les Indians de Cleveland trois victoires à deux en Série de divisions. De leur côté, les Yankees, amorçant pour une deuxième année de suite leurs séries éliminatoires face aux Athletics d'Oakland, éliminent ceux-ci trois matchs à deux, tout comme l'année précédente.

## Mariners de Seattle vs Indians de Cleveland

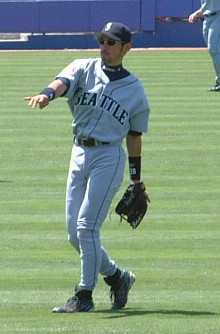
Ichirō Suzuki en 2001 avec les Mariners de Seattle, à sa première saison dans le baseball majeur.

Les Mariners de Seattle établissent en 2001 le record de victoires en une saison pour un club de la Ligue américaine et égalent le record des majeures établi dans la Ligue nationale par les Cubs de Chicago de 1906. Avec 116 victoires et seulement 46 défaites, les Mariners dirigés par Lou Piniella prennent le premier rang de la division Ouest de la Ligue américaine et se qualifient en éliminatoires pour une seconde fois en deux ans.
Écartés des séries éliminatoires de l'automne 2000 malgré une belle saison de 90 victoires, les Indians de Cleveland se hissent du deuxième au premier rang de la division Centrale de la Ligue américaine avec une campagne de 91 succès contre 71 défaites. C'est leur 6e titre de division et leur 6e participations aux éliminatoires en 7 ans.
C'est le deuxième rendez-vous en éliminatoires entre Seattle et Cleveland, ces derniers ayant remporté le premier affrontement entre les deux clubs, survenu en Série de championnat 1995 de la Ligue américaine.

### Calendrier des rencontres
| Match | Date       | Visiteur             | Hôte                 | Score  |
| ----- | ---------- | -------------------- | -------------------- | ------ |
| 1     | 9 octobre  | Indians de Cleveland | Mariners de Seattle  | 5 - 0  |
| 2     | 11 octobre | Indians de Cleveland | Mariners de Seattle  | 1 - 5  |
| 3     | 13 octobre | Mariners de Seattle  | Indians de Cleveland | 2 - 17 |
| 4     | 14 octobre | Mariners de Seattle  | Indians de Cleveland | 6 - 2  |
| 5     | 15 octobre | Indians de Cleveland | Mariners de Seattle  | 1 - 3  |

### Match 1
Mardi 9 octobre 2001 au Safeco Field, Seattle, Washington.
| Indians de Cleveland | 0 | 0 | 0 | 3 | 0 | 1 | 0 | 1 | 0 | 5 | 11 | 1 |
| Mariners de Seattle | 0 | 0 | 0 | 0 | 0 | 0 | 0 | 0 | 0 | 0 | 6  | 1 |
| Lanceurs partants : CLE : Bartolo Colón SEA : Freddy García Vic. : Bartolo Colón (1-0) Déf. : Freddy García (0-1) HRs : CLE : Ellis Burks (1) |   |   |   |   |   |   |   |   |   |   |    |   |

### Match 2
Jeudi 11 octobre 2001 au Safeco Field, Seattle, Washington.
| Indians de Cleveland | 0 | 0 | 0 | 0 | 0 | 0 | 1 | 0 | 0 | 1 | 6 | 0 |
| Mariners de Seattle | 4 | 0 | 0 | 0 | 1 | 0 | 0 | 0 | X | 5 | 6 | 0 |
| Lanceurs partants : CLE : Chuck Finley SEA : Jamie Moyer Vic. : Jamie Moyer (1-0) Déf. : Chuck Finley (0-1) HRs: SEA : Mike Cameron (1), Edgar Martínez (1), David Bell (1) |   |   |   |   |   |   |   |   |   |   |   |   |

### Match 3
Samedi 13 octobre 2001 à Jacobs Field, Cleveland, Ohio.
| Mariners de Seattle | 1 | 0 | 0 | 0 | 0 | 0 | 1 | 0 | 0 | 2  | 7  | 3 |
| Indians de Cleveland | 2 | 2 | 4 | 0 | 1 | 3 | 0 | 5 | X | 17 | 19 | 0 |
| Lanceurs partants : SEA : Aaron Sele CLE : CC Sabathia Vic. : CC Sabathia (1-0) Déf. : Aaron Sele (0-1) HRs: CLE : Juan González (1), Kenny Lofton (1), Jim Thome (1) |   |   |   |   |   |   |   |   |   |    |    |   |

### Match 4
Dimanche 14 octobre 2001 à Jacobs Field, Cleveland, Ohio.
| Mariners de Seattle | 0 | 0 | 0 | 0 | 0 | 0 | 3 | 1 | 2 | 6 | 11 | 0 |
| Indians de Cleveland | 0 | 1 | 0 | 0 | 0 | 0 | 1 | 0 | 0 | 2 | 5  | 2 |
| Lanceurs partants : SEA : Freddy García CLE : Bartolo Colón Vic. : Freddy García (1-1) Déf. : Bartolo Colón (1-1) HRs : SEA : Edgar Martínez (2) CLE : Juan González (2) |   |   |   |   |   |   |   |   |   |   |    |   |

### Match 5
Lundi 15 octobre 2001 au Safeco Field, Seattle, Washington.
| Indians de Cleveland | 0 | 0 | 1 | 0 | 0 | 0 | 0 | 0 | 0 | 1 | 4 | 0 |
| Mariners de Seattle | 0 | 2 | 0 | 0 | 0 | 0 | 1 | 0 | X | 3 | 9 | 1 |
| Lanceurs partants : CLE : Chuck Finley SEA : Jamie Moyer Vic. : Jamie Moyer (2-0) Déf. : Chuck Finley (0-2) Sauv. : Kazuhiro Sasaki (1) |   |   |   |   |   |   |   |   |   |   |   |   |

## Yankees de New York vs Athetics d'Oakland

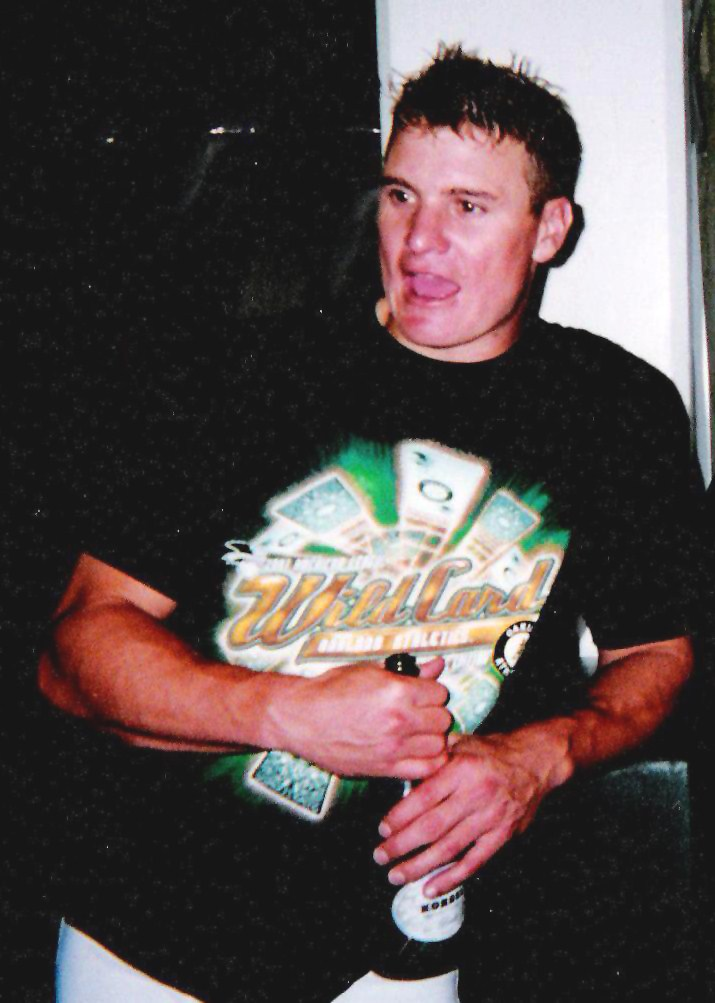
Eric Byrnes des Athletics célèbre avec ses coéquipiers la qualification d'Oakland en séries éliminatoires le 23 septembre 2001.

Triples champions en titre de la Ligue américaine et du baseball majeur après leurs victoires en Série mondiale 1998, 1999 et 2000, les Yankees de New York sont en 2001 en quête d'un 4e titre consécutif et d'un 5e en 6 ans (leur dynastie débute par la conquête de la Série mondiale 1996). En saison régulière, ils remportent 8 matchs de plus que la campagne précédente et, avec 95 victoires et 65 défaites, remportent le 4e de 9 titres consécutifs de la division Est de la Ligue américaine et décrochent la 7e de 13 qualifications consécutives en séries éliminatoires.
Qualifiés comme meilleurs deuxièmes de la Ligue américaine, les Athletics d'Oakland participent aux séries éliminatoires pour la seconde de 4 saisons consécutives (2000-2003). Auteurs de l'une des meilleures saisons de leur histoire avec 102 victoires contre 60 défaites, ils ont la malchance de jouer dans la même division (Ouest) que les Mariners de Seattle qui, égalant le record des majeures de 116 victoires en une saison, laissent les Athletics au second rang, à 14 matchs de la première place. 
Malgré une fiche victoires-défaites inférieure à celle d'Oakland, les Yankees détiennent l'avantage du terrain pour cette série, puisqu'ils ont terminé en première place de leur division alors que les Athletics se sont contentés du second rang dans la leur. C'est le 3e affrontement en éliminatoires entre les deux clubs : jamais battus par Oakland en matchs d'après-saison, les Yankees ont gagné contre eux la Série de championnat 1981 de la Ligue américaine trois matchs à zéro et la Série de divisions 2000 trois victoires à deux.

### Calendrier des rencontres
| Match | Date       | Visiteur            | Hôte                | Score |
| ----- | ---------- | ------------------- | ------------------- | ----- |
| 1     | 10 octobre | Athletics d'Oakland | Yankees de New York | 5 - 3 |
| 2     | 11 octobre | Athletics d'Oakland | Yankees de New York | 2 - 0 |
| 3     | 13 octobre | Yankees de New York | Athletics d'Oakland | 1 - 0 |
| 4     | 14 octobre | Yankees de New York | Athletics d'Oakland | 9 - 2 |
| 5     | 15 octobre | Athletics d'Oakland | Yankees de New York | 3 - 5 |

### Match 1
Mercredi 10 octobre 2001 au Yankee Stadium, New York, New York.
| Athletics d'Oakland | 1 | 0 | 0 | 1 | 0 | 0 | 1 | 2 | 0 | 5 | 10 | 1 |
| Yankees de New York | 0 | 0 | 0 | 0 | 1 | 0 | 0 | 2 | 0 | 3 | 10 | 1 |
| Lanceurs partants : OAK : Mark Mulder NYY : Roger Clemens Vic. : Mark Mulder (1-0) Déf. : Roger Clemens (0-1) Sauv. : Jason Isringhausen (1) HRs : OAK : Terrence Long (1, 2), Jason Giambi (1) NYY : Tino Martinez (1) |   |   |   |   |   |   |   |   |   |   |    |   |

### Match 2
Jeudi 11 octobre 2001 au Yankee Stadium, New York, New York.
| Athletics d'Oakland | 0 | 0 | 0 | 1 | 0 | 0 | 0 | 0 | 1 | 2 | 9 | 0 |
| Yankees de New York | 0 | 0 | 0 | 0 | 0 | 0 | 0 | 0 | 0 | 0 | 7 | 1 |
| Lanceurs partants : OAK : Tim Hudson NYY : Andy Pettitte Vic. : Tim Hudson (1-0) Déf. : Andy Pettitte (0-1) Sauv. : Jason Isringhausen (2) HRs : OAK : Ron Gant (1) |   |   |   |   |   |   |   |   |   |   |   |   |

### Match 3
Samedi 13 octobre 2001 au Network Associates Coliseum, Oakland, Californie.
| Yankees de New York | 0 | 0 | 0 | 0 | 1 | 0 | 0 | 0 | 0 | 1 | 2 | 0 |
| Athletics d'Oakland | 0 | 0 | 0 | 0 | 0 | 0 | 0 | 0 | 0 | 0 | 6 | 1 |
| Lanceurs partants : NYY : Mike Mussina OAK : Barry Zito Vic. : Mike Mussina (1-0) Déf. : Barry Zito (0-1) Sauv. : Mariano Rivera (1) HRs : NYY : Jorge Posada (1) |   |   |   |   |   |   |   |   |   |   |   |   |

### Match 4
Dimanche 14 octobre 2001 au Network Associates Coliseum, Oakland, Californie.
| Yankees de New York                                                                                                 | 0 | 2 | 2 | 3 | 0 | 0 | 0 | 0 | 2 | 9 | 11 | 1 |
| Athletics d'Oakland                                                                                                 | 0 | 0 | 2 | 0 | 0 | 0 | 0 | 0 | 0 | 2 | 11 | 1 |
| Lanceurs partants : NYY : Orlando Hernández OAK : Cory Lidle Vic. : Orlando Hernández (1-0) Déf. : Cory Lidle (0-1) |   |   |   |   |   |   |   |   |   |   |    |   |

### Match 5
Lundi 15 octobre 2001 au Yankee Stadium, New York, New York.
| Athletics d'Oakland | 1 | 1 | 0 | 0 | 1 | 0 | 0 | 0 | 0 | 3 | 7  | 3 |
| Yankees de New York | 0 | 2 | 1 | 1 | 0 | 1 | 0 | 0 | X | 5 | 10 | 1 |
| Lanceurs partants : OAK : Mark Mulder NYY : Roger Clemens Vic. : Mike Stanton (1-0) Déf. : Mark Mulder (1-1) Sauv. : Mariano Rivera (2) HRs: NYY : David Justice (1) |   |   |   |   |   |   |   |   |   |   |    |   |